# Giovanni Antonio Migliorati
Giovanni Antonio Migliorati (Genova, 12 maggio 1825 – Firenze, 29 maggio 1898) è stato un diplomatico e politico italiano.
Nel 1859 fu ambasciatore a Copenaghen.

Nel 1870 fu ambasciatore a Monaco di Baviera.
Per la sua carriera da diplomatico, fu nominato dal re Vittorio Emanuele II Senatore del Regno per la categoria 7.